# Четенов Єфрем Васильович
Четенов Єфрем Васильович (12 січня 1910 — 15 квітня 1986) народився в Маріуполі, в небагатій грецькій родині. У 1925 р. закінчив школу-семирічку, в 1934 р. — Маріупольський рабфак. В цей час працював кочегаром, в порту, молотобійцем на «Азовсталі», служив в армії.
Ще з кінця 20-х років Єфрем Васильович потрапив до юннатського гуртка при Маріупольскому краєзнавчому музеї, яким керували піонери охорони природи Донбасу співробітник музею В. П. Голіцинський і директорії музею І. П. Коваленко. Від них то і перейняв Єфрем Васильович природоохоронну естафету. Він стає старостою юннатського гуртка. 4 березня 1928 р. бере участь в Організації першого в Донбасі Дня птахів.
У 1934 р. Четенов влаштовується на роботу в Маріупольський краєзнавчий музей (який, через ідеологічну травлю, втратив як на той час найкращі свої кадри на чолі з директором І. П. Коваленком). З 1934 по 1939 рр. Є. В. Четенов виконував обов'язки заступника завідувача заповідниками «Кам'яні Могили» і «Хомутовський степ» при Маріупольському краєзнавчому музеї. Єфрем Васильович домагається охорони в Донбасі 5 нових природних об'єктів (Провальський степ, урочище Дерезувате, Грабова балка, Саур-могила і гори Артема), які рішенням Сталінського (Донецького) облвиконкому стали заповідними з 26 вересня 1936 р.
З 1940 по 1945 рр. Четенов бере участь у Фінській компанії і нацистсько-радянській війні.
Після повернення на батьківщину Четенов активно береться за відновлення донецьких заповідних об'єктів. На жаль, постановою Сталінського облвиконкому від 17.06.1944 р. (яка продублювала більш ранню, від 15.04.1938 р.), зі списку заповідників місцевого значення випали «Кам'яні Могили». Єфрем Васильович, працюючи у Жданівському краєзнавчому музеї, піднімає питання про їх заповідання в місцевій пресі, шле листи в Головне управління по заповідниках при Радміні УРСР. У липні 1946 р. проводить інвентаризацію всіх донецьких заповідників місцевого значення. Тільки до Володарського райвиконкому, сіл Українка, Назаровка і селища Кам'яне з метою заповідання «Кам'яних Могил», в 1947–1948 рр. Четенов їздив 47 разів.
«Тепер ця чудова пам'ятка природи перестала бути заповідником. Старший землевпорядник Володарського району тов. Колюх, всупереч здоровому глузду і законам про заповідники, розділив при проведенні землевпорядкування територію „Кам'яних Могил“ між колгоспами „Труженик“ та ім. Будьонного (…). Зараз на території заповідника масово випасається худоба, піднімається цілина під оранку», — писав у травні 1947 р. в обласній газеті Єфрем Васильович. І ось нарешті 4 серпня 1948 р. Сталінський облвиконком знову заповів «Кам'яні Могили». Однак порядок в заповіднику наводився повільно, і краєзнавець продовжував непокоїти Главк по заповідниках: «Я думаю, що потрібно написати облвиконкому такий різкий за тоном лист, щоб врешті-решт питання впорядкування заповідності на „Кам'яних Могилах“ набуло відповідної міцності…»
З осені 1949 по осінь 1952 рр. Єфрем Васильович працює директором заповідника «Хомутовський степ». Можна тільки здогадуватися, з якими труднощами довелося зіткнутися природолюбу, очолюючи заповідник у такий складний період.
У 1951 р. в СРСР, за участі Сталіна, було здійснено масовий погром заповідників. До списку 19 українських заповідників республіканського та місцевого значення, що малося закрити, потрапили «Кам'яні могили» і Білосарайська коса. Одразу після смерті Сталіна Єфрем Васильович поспішив на допомогу Білосарайській косі.
У своїх спогадах Є. В. Четенов писав:
|  | Починаючи з 1953 і до 1979 рр., - автор цих рядків, з приводу збереження Білосарайської коси і необхідності відновлення заповідності, звертався в багато організацій: в обласне УТМР, в журнал " Охота и охотничье хозяйство», в Республіканське товариство охорони природи, в обласну інспекцію з охорони природи Донецької області, в Донецький облвиконком, в центральну лабораторію охорони природи і в інші організації. Однак Білосарайську косу як заповідник не відновлено. Створюється враження, що тим, кому необхідно працювати на охорону природи і визначати заходи для охорони природи, абсолютно немає діла, що за 26 років ніхто по-діловому не зацікавився суттю даного питання і природний комплекс цього чудового куточка гине на наших очах. |

І він все-таки домігся свого — Білосарайська коса стала заказником республіканського значення в 1980 р.
Помер Є. В. Четенов 15 квітня 1986 р. в Маріуполі.

## Публікації
- Клименко М., Четенов Е. Почему «Каменные могилы» перестали быть заповедником? // Соц. Донбасс. — 1947, 14 мая.
- Слюсарев А. А., Четенов Е. В. Азовское лесничество — Каменные могилы. Краткий путеводитель. — 1957.
- Четенов Е. Зимовки водоплавающих в городе // Природа. — 1969. — № 10. С. 102.
- Четенов Е. Ивы в «Хомутовской степи» // Лесная новь. — 1997. — № 10. — С. 25.

## Про нього
- Тараненко Л. И. Ефрем Васильевич Четенов // Орнитологи Украины. Библиограф. справочник. — Харьков, 1999. — Вып. 1. — С. 163–164.